# Черна новозагорска пуйка
Черна новозагорска пуйка е местно подобрено отродие и е най-разпространената местна порода пуйки в България.
Оперението ѝ е черно с антрацитен блясък. Масата на женските варира между 4,5 и 5,5 kg, а на мъжките е между 7 – 8 kg, като някои достигат 10 – 12 kg. Годишно снася по 35 – 45 яйца с тегло 75 – 80 g.
Отглежда се предимно заради издръжливостта в местни условия и запазване на породното разнообразие.